# Salbutamol
Salbutamolul (cunoscut în unele state și ca albuterol, cu denumirea comercială Ventolin) este un antiastmatic cu efect bronhodilatator, fiind utilizat în tratamentul bronhospasmului din astmul bronșic și în bronhopneumopatia obstructivă cronică. Este un agonist al receptorilor β2 adrenergici (simpatomimetic) de la nivelul musculaturii bronșice, cu durată scurtă de acțiune, determinând bronhodilatație cu un debut rapid. Căile de administrare disponibile sunt orală, intravenoasă și inhalatorie.
Molecula a fost patentată în 1966 și a fost aprobată pentru uz medical în Regatul Unit în anul 1969. Se află pe lista medicamentelor esențiale ale Organizației Mondiale a Sănătății. Este disponibil sub formă de medicament generic.

## Utilizări medicale
Salbutamolul este utilizat în general pentru a trata bronhospasmul (cauzat de astmul alergic sau indus ca urmare a exercițiilor fizice), dar și în bronhopneumopatia obstructivă cronică. Este unul dintre medicamentele utilizate frecvent în formele farmaceutice inhalatorii, pentru a trata exacerbările induse de astm sau pentru astmul bronșic sever acut.
Deoarece acționează ca agonist al receptorilor adrenergici β2, salbutamolul poate fi utilizat și în obstetrică. Administrat intravenos are efect tocolitic, relaxând musculatura uterină și întârziind nașterea prematură. Chiar dacă este preferabil față de alți agenți, precum atosiban sau ritodrină, salbutamolul a fost înlocuit ca tocolitic de nifedipină, un blocant al canalelor de calciu mai eficient și mai bine tolerat.

## Reacții adverse
Principalele efecte adverse asociate tratamentului cu salbutamol sunt: tremurături, cefalee, tahicardie și anxietate.